# Pterigion
Pterigionul este o afecțiune oculară caracterizată prin creșterea anormală a unei membrane fibrovasculare pe suprafața ochiului, de obicei dinspre colțul intern al acestuia către cornee. Deși nu este o afecțiune gravă, poate provoca disconfort, iritație și, în cazuri avansate, afectarea vederii. Expunerea îndelungată la factori de mediu precum razele UV, vântul si praful reprezintă principalele cauze ale apariției pterigionului.

## Ce este pterigionul?
Pterigionul este o afectiune oculara benigna, caracterizata prin formarea unei membrane fibrovasculare anormale care creste progresiv pe suprafata ochiului. Aceasta membrana apare, de obicei, pe conjunctiva – stratul subtire si transparent care acopera partea alba a ochiului – si avanseaza spre cornee, partea transparenta a ochiului responsabila pentru focalizarea vederii. Pterigionul poate avea forma unei creste sau a unei plagi si este adesea descris ca avand aspectul unei „aripi” (de unde provine si denumirea sa) [1].
In stadii incipiente, pterigionul poate fi asimptomatic, dar pe masura ce avanseaza, poate cauza senzatii de disconfort, inrosire oculara, uscaciune, senzatia de corp strain sau chiar afectarea vederii daca ajunge sa acopere centrul corneei [2].

## Cauzele pterigionului
Aparitia pterigionului este influentata de o combinatie de factori de mediu, genetici si fiziologici. Printre cele mai importante cauze se numara:

### Expunerea prelungita la razele UV
Expunerea indelungata la lumina ultravioleta (UV) este considerata principala cauza a aparitiei pterigionului. Razele UV, prezente in lumina solara, pot provoca deteriorarea celulelor conjunctive, determinand cresterea anormala a tesuturilor. Persoanele care traiesc in zone cu climat cald si insorit sau care petrec mult timp in aer liber fara ochelari de soare cu protectie UV sunt expuse unui risc crescut.
Razele UV afecteaza in mod special ochii neprotejati, declansand inflamatia si favorizand proliferarea tesuturilor conjunctivale. Utilizarea ochelarilor de soare si a palariilor cu boruri largi poate reduce semnificativ riscul [3].

### Vantul, praful si factorii iritanti din mediu
Factorii iritanti precum vantul puternic, praful, fumul sau poluarea pot agrava conjunctiva si favoriza aparitia pterigionului. Acesti factori provoaca iritatii cronice ale ochilor, determinand o reactie inflamatorie care stimuleaza cresterea fibroasa caracteristica afectiunii.
Persoanele care lucreaza in medii cu expunere crescuta la praf sau vant, cum ar fi agricultorii, constructorii sau lucratorii din industrie, prezinta un risc mai mare de a dezvolta aceasta afectiune. Folosirea ochelarilor de protectie in astfel de medii este esentiala pentru prevenire [3].

### Predispozitia genetica
Studiile sugereaza ca predispozitia genetica poate juca un rol important in aparitia pterigionului. Daca un membru al familiei a avut aceasta afectiune, riscul de a o dezvolta poate fi crescut. Genele pot influenta modul in care conjunctiva reactioneaza la factorii iritanti sau la razele UV, favorizand astfel cresterea anormala a tesuturilor.
In cazul in care exista antecedente familiale, este recomandat sa se acorde o atentie sporita sanatatii oculare si sa se efectueze consultatii oftalmologice regulate [4].

### Uscaciunea oculara si inflamatiile cronice
Uscaciunea oculara si inflamatiile cronice sunt alti factori importanti care contribuie la dezvoltarea pterigionului. Uscaciunea poate aparea din cauza conditiilor de mediu (aer uscat, vant), utilizarii prelungite a lentilelor de contact, sau datorita unor afectiuni medicale.
Cand ochii sunt uscati sau inflamati pe termen lung, conjunctiva poate deveni iritata, favorizand proliferarea tesuturilor fibroase. Inflamatia cronica poate accelera procesul de crestere al pterigionului si poate agrava simptomele [3].
Tratarea uscaciunii oculare cu lacrimi artificiale si gestionarea inflamatiilor prin medicatie pot reduce riscul aparitiei pterigionului si pot ameliora simptomele existente.

## Simptomele pterigionului
Pterigionul poate varia ca severitate si simptome, in functie de stadiul afectiunii si de cat de mult a avansat. In general, simptomele apar treptat si pot include disconfort usor sau probleme mai serioase, in cazurile avansate. Cele mai frecvente simptome ale pterigionului sunt:

### Inrosirea ochiului
Unul dintre primele si cele mai frecvente simptome ale pterigionului este inrosirea ochiului. Acest aspect se datoreaza inflamatiei conjunctivei afectate, care devine iritata si vascularizata excesiv. Inflamatia duce la dilatarea vaselor de sange din conjunctiva, conferind ochiului un aspect rosu, intens sau rozaliu.
Inrosirea poate fi usoara la inceput, dar pe masura ce pterigionul progreseaza, poate deveni mai intensa si mai persistenta. Simptomul este adesea mai pronuntat dupa expunerea la factori iritanti precum vantul, praful sau lumina puternica.
Inrosirea oculara este insotita adesea de senzatia de usturime sau arsura, care poate afecta confortul zilnic si poate necesita tratament pentru ameliorare [3].

### Senzația de corp strain
Un alt simptom comun este senzatia de corp strain. Persoanele cu pterigion pot simti ca au un corp strain in ochi, chiar daca nu exista nimic fizic prezent. Aceasta senzatie este cauzata de cresterea tesutului fibrovasculat pe conjunctiva si cornee, care afecteaza suprafata oculara si provoaca disconfort constant.
Aceasta senzatie poate fi usoara sau severa, variind in functie de dimensiunea si localizarea pterigionului. Senzatia de corp strain este adesea insotita de intepaturi usoare sau senzatia ca ceva „freaca” suprafata ochiului.
Pentru a ameliora acest simptom, pot fi utilizate lacrimi artificiale sau alte lubrifianti oculari care reduc frecarea si confera o senzatie mai placuta [2].

### Uscaciune si disconfort ocular
Uscaciunea oculara este un simptom frecvent asociat cu pterigionul. Tesutul anormal format poate afecta productia si distribuirea uniforma a lacrimilor pe suprafata ochiului, ceea ce duce la uscaciune si disconfort.
Persoanele afectate pot experimenta senzatii de intepaturi, arsura sau mancarime, in special in conditii de aer uscat, vant sau in medii cu aer conditionat. Uscaciunea oculara poate agrava inflamatia si poate accelera progresia pterigionului daca nu este tratata corespunzator.
Disconfortul ocular include si o senzatie generala de oboseala oculara, mai ales dupa perioade lungi de citit, utilizarea calculatorului sau expunerea la ecrane digitale. Tratamentul include utilizarea regulata a lacrimilor artificiale si evitarea factorilor care contribuie la uscaciune [1].

### Vedere incetosata (in cazuri avansate)
In cazurile avansate, cand pterigionul creste suficient pentru a atinge sau acoperi centrul corneei, poate aparea vederea incetosata. Corneea este responsabila pentru focalizarea luminii in ochi, iar prezenta tesutului fibrovasculat poate distorsiona aceasta focalizare, afectand claritatea vederii.
Vederea incetosata poate varia in intensitate, de la usoara pana la o pierdere semnificativa a acuitatii vizuale, in functie de dimensiunea si localizarea pterigionului. Acest simptom poate afecta activitati cotidiene precum cititul, condusul sau utilizarea dispozitivelor digitale.
In situatii severe, pterigionul poate provoca astigmatism prin modificarea formei corneei, ceea ce agraveaza si mai mult vederea incetosata. In aceste cazuri, interventia chirurgicala devine necesara pentru indepartarea tesutului anormal si restabilirea unei vederi clare [4].

### Simptome suplimentare
Pe langa cele mentionate anterior, unele persoane pot experimenta si:
- Sensibilitate crescuta la lumina (fotofobie)
- Lacrimare excesiva sau uscaciune intermitenta
- Inflamatie oculara ocazionala

Este important ca persoanele care observa simptomele descrise sa consulte un oftalmolog cat mai curand posibil. Diagnosticarea precoce si tratamentul adecvat pot preveni agravarea afectiunii si pot mentine sanatatea oculara pe termen lung [3].

## Metode de tratament
Tratamentul pterigionului depinde de severitatea simptomelor si de gradul de progresie al afectiunii. Optiunile de tratament variaza de la metode conservatoare, non-invazive, la interventii chirurgicale in cazurile mai avansate.

### Tratament conservator
Tratamentul conservator este indicat in stadiile incipiente sau in cazurile in care pterigionul nu provoaca simptome severe. Scopul acestui tratament este reducerea simptomelor, prevenirea inflamatiei si incetinirea progresiei afectiunii.

#### Lacrimi artificiale si lubrifianti oculari
Unul dintre cele mai comune simptome ale pterigionului este senzatia de uscaciune si disconfort ocular. Lacrimile artificiale sunt utilizate pentru a lubrifia ochiul, reducand iritatia si imbunatatind confortul. Aceste lacrimi ajuta la mentinerea unei suprafete oculare umede, prevenind agravarea inflamatiei.
Lubrifiantii oculari sub forma de geluri sau unguente, pot fi utilizati in cazurile in care uscaciunea este mai severa, oferind o hidratare suplimentara si un efect protector pe termen lung. Aplicarea acestora, in special seara, poate reduce disconfortul si imbunatati calitatea vederii [1].

#### Protectie solara si evitarea factorilor iritanti
Expunerea la factorii iritanti si la razele ultraviolete (UV) contribuie semnificativ la aparitia si agravarea pterigionului. Este esential sa se evite acesti factori pentru a preveni progresia afectiunii.
- Purtarea ochelarilor de soare cu protectie UV este recomandata in mod constant, chiar si in zilele innorate. Ochelarii trebuie sa blocheze cel putin 99% din razele UV-A si UV-B.
- Utilizarea palariilor cu boruri largi poate oferi protectie suplimentara fata de lumina solara si factorii iritanti.
- Evitarea expunerii indelungate la vant puternic, praf sau fum este importanta. In medii cu risc crescut (de exemplu, lucrul in aer liber), se recomanda utilizarea ochelarilor de protectie specifici [2].

#### Medicamente antiinflamatoare (daca este necesar)
In cazul in care inflamatiile sunt severe si provoaca disconfort major, medicul poate prescrie medicamente antiinflamatoare. Acestea pot include:
- Picaturi cu corticosteroizi: utilizate pentru a reduce inflamatia in perioadele acute, dar trebuie administrate cu precautie datorita potentialelor efecte secundare, cum ar fi cresterea presiunii intraoculare.
- Picaturi cu antiinflamatoare nesteroidiene (AINS): pot fi utilizate ca alternativa la corticosteroizi, avand mai putine efecte secundare.
- Antihistaminice sau stabilizatori de mastocite: recomandate in cazurile in care simptomele sunt legate de reactii alergice.

Tratamentul conservator nu poate opri complet progresia pterigionului, dar poate imbunatati semnificativ confortul si poate incetini dezvoltarea tesutului anormal [3].

### Tratament chirurgical
Interventia chirurgicala devine necesara atunci cand simptomele afecteaza semnificativ calitatea vietii sau cand pterigionul incepe sa afecteze vederea. Chirurgia este indicata in urmatoarele cazuri:
- Pterigionul afecteaza centrul corneei, provocand vedere incetosata sau pierdere semnificativa a acuitatii vizuale.
- Simptomele sunt severe, cum ar fi iritatie persistenta, inrosire cronica sau senzatia de corp strain, care nu pot fi ameliorate prin tratamente conservatoare.
- Pterigionul este in crestere rapida sau provoaca astigmatism, prin deformarea corneei.
- Estetica: pentru pacientii care doresc sa imbunatateasca aspectul ochiului afectat [4].

Exista mai multe tehnici chirurgicale moderne utilizate pentru indepartarea pterigionului:
- Excizia simpla: tesutul anormal este indepartat, dar aceasta metoda are un risc crescut de recidiva (pana la 30%).
- Excizia cu autogrefa conjunctivala: dupa indepartarea pterigionului, o mica portiune de conjunctiva sanatoasa este prelevata din alta zona a ochiului si transplantata in locul afectat. Aceasta metoda reduce semnificativ rata de recidiva.
- Excizia cu autogrefa conjunctivala si adaugare de substante adjuvante: se pot folosi medicamente speciale pentru a preveni recidiva.
- Excizia asistata laser: utilizarea laserului reduce riscul de sangerare si accelereaza vindecarea [2].

Medicul oftalmolog va alege tehnica chirurgicala potrivita in functie de severitatea afectiunii si de nevoile pacientului.

#### Recuperarea postoperatorie si riscurile interventiei
Perioada de recuperare variaza, dar majoritatea pacientilor experimenteaza ameliorari semnificative in cateva saptamani.
- Durata recuperarii: pacientii pot observa o usoara inrosire si disconfort timp de cateva zile dupa operatie. Vindecarea completa poate dura intre 2 si 4 saptamani.
- Tratament postoperator: lacrimi artificiale, picaturi antiinflamatoare si antibiotice sunt prescrise pentru a preveni infectiile si inflamatiile.
- Riscuri: desi chirurgia este sigura, exista riscuri minore, cum ar fi recidiva pterigionului (in jur de 5-15% cu tehnici moderne), infectii, cicatrizare sau afectarea vederii in cazuri rare [1].

## Preventie si recomandari
Prevenirea pterigionului este esentiala, mai ales pentru persoanele cu risc crescut. Cateva recomandari utile sunt:
- Purtarea ochelarilor de soare cu protectie UV: este cruciala pentru a proteja ochii impotriva razelor UV. Ochelarii trebuie sa ofere 100% protectie UV-A si UV-B.
- Evitarea expunerii prelungite la factori de risc: reducerea expunerii la vant, praf, fum sau medii uscate poate preveni inflamatiile cronice si dezvoltarea pterigionului.
- Consultatii oftalmologice periodice: verificarile regulate permit detectarea precoce si tratamentul eficient al afectiunii. Sunt recomandate anual sau la recomandarea medicului [4].

Pterigionul este o afectiune oculara frecventa, dar gestionabila, care poate afecta semnificativ confortul si vederea daca nu este tratata la timp. Prin adoptarea unor masuri preventive, precum purtarea ochelarilor cu protectie UV si evitarea factorilor iritanti, riscul de aparitie poate fi redus. Tratamentul adecvat, fie conservator, fie chirurgical, ajuta la ameliorarea simptomelor si imbunatatirea calitatii vietii. Consultatiile oftalmologice regulate sunt esentiale pentru sanatatea ochilor.
Disclaimer: Acest articol are un rol strict informativ, iar informatiile prezentate nu inlocuiesc controlul si diagnosticul de specialitate. Daca te confrunti cu simptome neplacute, adreseaza-te cat mai curand unui medic. Numai specialistul este in masura sa iti evalueze starea de sanatate si sa recomande testele necesare sau masurile de tratament adecvate pentru ameliorarea simptomelor!